# Zlaté Piesky
Zlaté Piesky (literalmente Arenas Doradas) es un lago y un lugar de veraneo en el noreste de Bratislava, Eslovaquia, cerca de la autopista D1. El lago cubre unas 56 hectáreas.

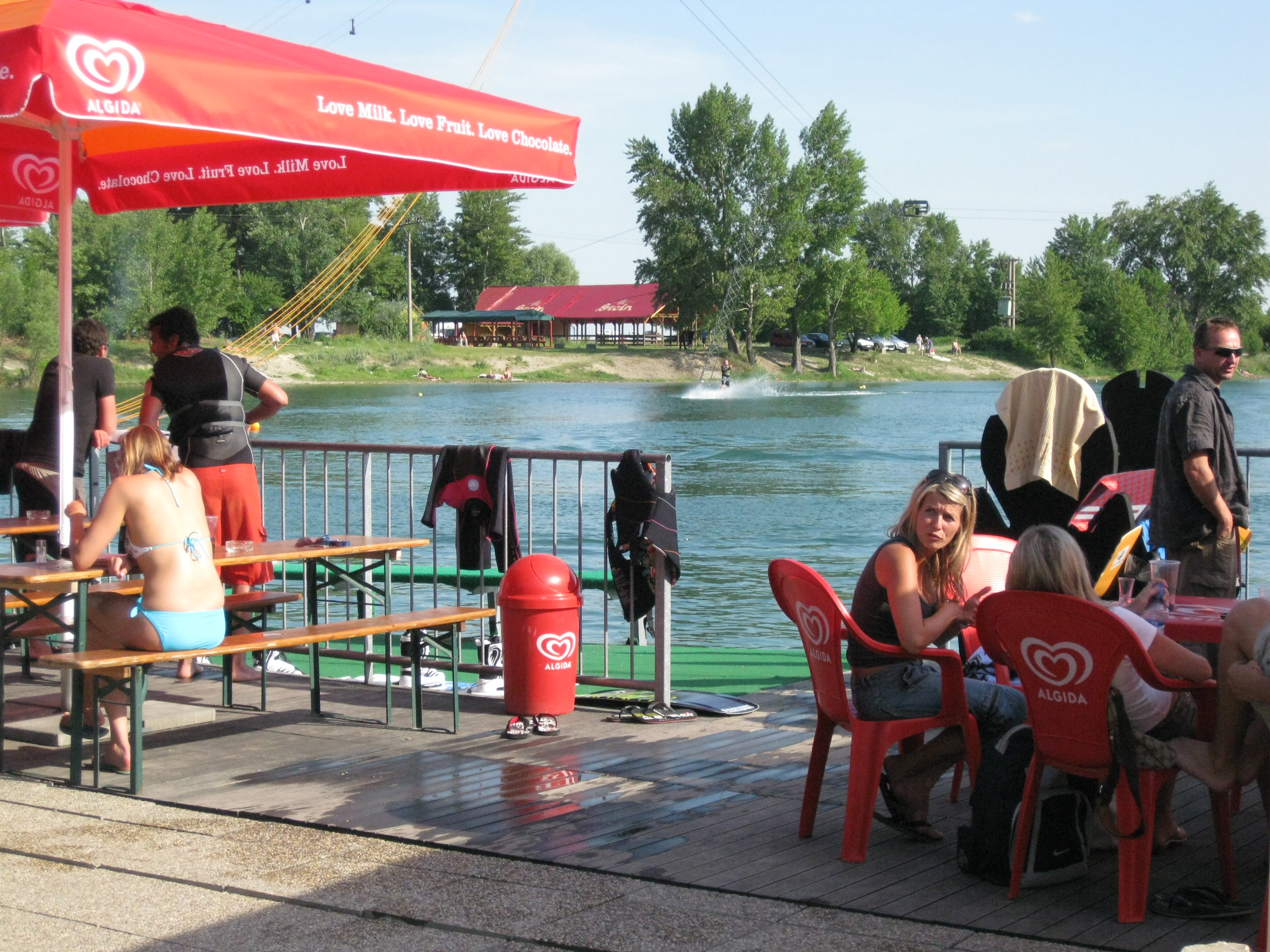
Zlaté Piesky en verano de 2009

## Características
Este pequeño lago mide unos 400 m de diámetro, con una profundidad de 30 metros. El lago y sus alrededores comprenden la mayor región recreativa y deportiva de Bratislava. En su costa norte, hay un importante campamento de tiendas de campaña llamado Intercamp y varios restaurantes; un centro comercial está a poca distancia.
Los visitantes pueden participar en diferentes deportes en el resort, como natación, voleibol, streetball, minigolf, tenis y otros.

## La tragedia de 1976
El 28 de julio de 1976, Zlaté Piesky fue testigo de uno de los accidentes aéreos más trágicos de la historia de Checoslovaquia. Un avión de Czech Airlines en ruta de Praga a Bratislava no aterrizó en el aeropuerto cercano y se estrelló en el lago. Murieron setenta pasajeros y seis tripulantes.

## Fotografías y mapas aéreos
- 48°11′05″N 17°11′22″E / 48.18472, 17.18944
- Google. «Google Maps –». Google.